# Tesior
Tesior (Tesia) är ett släkte i familjen cettior inom ordningen tättingar. Alla fyra arter är små och mycket kortstjärtade. De återfinns i Himalaya, södra Kina och Sydostasien till Små Sundaöarna. Gulstrupig cettia (Cettia castaneocoronata) inkluderades tidigare i släktet eller placerades som ensam art i släktet Oligura. Genetiska studier visar dock att den är närmast släkt med rostkronad cettia (C. fortipes).
Arter i släktet:
- Gråbröstad tesia (Tesia cyaniventer)
- Gyllenhättad tesia (Tesia olivea)
- Javatesia (Tesia superciliaris)
- Brunhättad tesia (Tesia everetti)